# Thomas Cochrane Newton
Thomas Cochrane Newton, britanski general, * 1885, † 1976